# Cyrtosperma

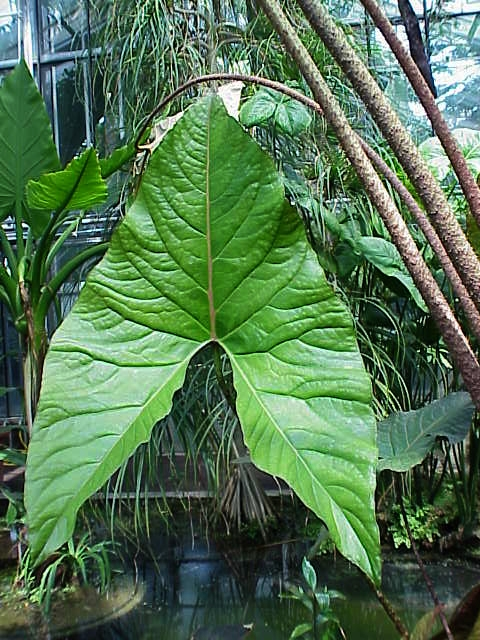
Blaszka liściowa Cyrtosperma johnstonii

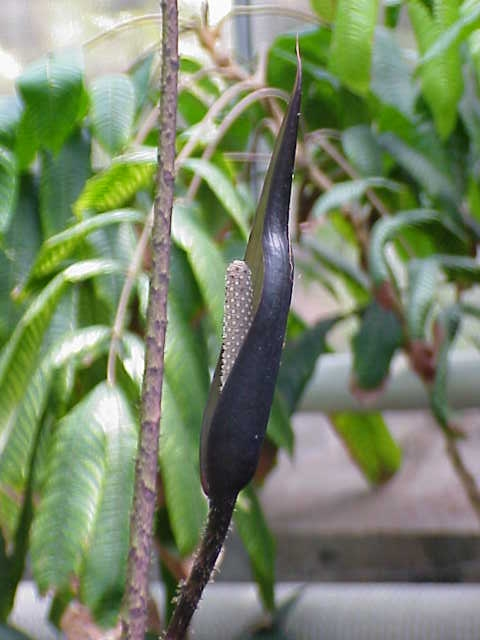
Kwiatostan Cyrtosperma johnstonii

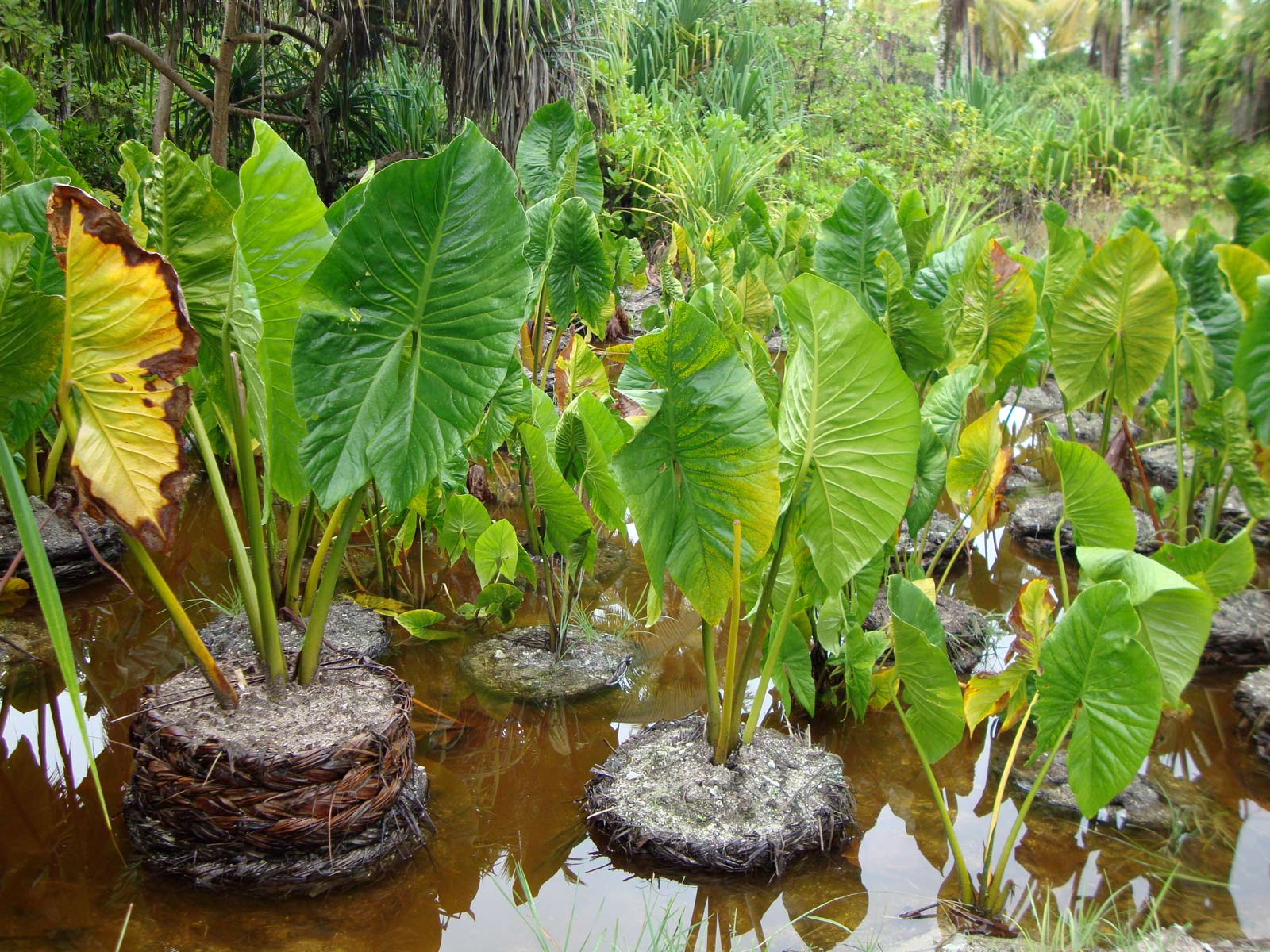
Uprawa Cyrtosperma merkusii w Kiribati

Cyrtosperma Griff. (swamp taro) – rodzaj roślin zielnych z rodziny obrazkowatych, obejmujący 12 gatunków, występujących na obszarze od Malezji do północnej Melanezji. Nazwa naukowa rodzaju pochodzi od greckich słów κυρτός (kyrtos – wypukły) i σπέρμα (sperma – nasiono) i odnosi się do kształtu nasion tych roślin.

## Morfologia
PokrójRośliny zielne smukłe do masywnych, zwykle występujące pojedynczo, niekiedy tworzące kępy.
ŁodygaGrube, skrócone, płożące kłącze.
LiścieRośliny tworzą kilka liści właściwych na ogonkach, mniej więcej cylindrycznych w przekroju, osiągających długość 3 m, pokrytych na całej długości skierowanymi do góry kolcami, zakończonych wyraźnym kolankiem. Blaszki liściowe oszczepowate do strzałkowatych, osiągające długość 4 metrów (Cyrtosperma cuspidispathum).
KwiatyRośliny jednopienne, tworzące pojedynczy (rzadko dwa) kwiatostan typu kolbiastego pseudancjum. Szypułki podobne do ogonków liściowych. Pochwa kwiatostanu wzniesiona, rzadko kapturkowata, sporadycznie z mocno wydłużonym, spiczastym i skręconym wierzchołkiem, czarno-purpurowa do białej. Kolba siedząca lub osadzona na trzonku. Kwiaty obupłciowe z 4–6 listkami okwiatu, taką samą liczbą pręcików o wolnych nitkach i pojedynczą, jednokomorową zalążnią, jedno-, dwu- lub (tylko u C. giganteum) wielozalążkową. Zalążki silnie kampylotropowe. Łożyska bazalne lub ścienne (parietalne).
OwoceJagody, zielone do czerwonych. Nasiona nerkowate do spiralnie skręconych, grzebieniaste, brodawkowate, rzadko gładkie, zgrubiałe na biegunie chalazalnym, o średnicy do 5 mm.
Gatunki podobnePodolasia stipitata, o kolcach skierowanych w dół, kłączach o wyraźnych międzywęźlach i gładkich nasionach o średnicy 7 mm, oraz przedstawiciele rodzaju Lasiomorpha, o ogonkach liściowych kanciastych w przekroju, zrośniętych nitkach pręcików, tworzących stolony.

## Biologia i ekologia
RozwójWieloletnie geofity ryzomowe, hygrofity.
SiedliskoBagna i płytkie, spokojne zbiorniki wodne.
GenetykaLiczba chromosomów 2n = 26.

## Systematyka
Pozycja rodzaju według Angiosperm Phylogeny Website (aktualizowany system APG IV z 2016)Należy do podrodziny Lasioideae, rodziny obrazkowatych (Araceae), rzędu żabieńcowców (Alismatales) w kladzie jednoliściennych (ang. monocots).
Gatunki
- Cyrtosperma beccarianum A.Hay
- Cyrtosperma bougainvillense A.Hay
- Cyrtosperma brassii A.Hay
- Cyrtosperma carrii A.Hay
- Cyrtosperma cuspidispathum Alderw.
- Cyrtosperma giganteum Engl.
- Cyrtosperma gressittiorum A.Hay
- Cyrtosperma hambalii A.Dearden & A.Hay
- Cyrtosperma johnstonii (N.E.Br.) N.E.Br.
- Cyrtosperma kokodense A.Hay
- Cyrtosperma macrotum Becc. ex Engl.
- Cyrtosperma merkusii (Hassk.) Schott

## Zastosowanie
Rośliny jadalneCyrtosperma merkusii jest uprawiana na wyspach Pacyfiku z uwagi na jadalne, bogate w skrobię bulwy.  Roślina ta jest podstawowym artykułem spożywczym na wyspach wulkanicznych Mikronezji.
Bulwy mogą być smażone, ugotowane lub upieczone. Są składnikiem wielu lokalnych potraw, przede wszystkim razem z bulwami kolokazji, owocami chlebowca, bananami, orzechami i kokosem.
Bulwy mogą być zbierane przez cały rok. Ważą przeważnie od kilku do kilkudziesięciu kilogramów, w zależności od kultywaru. Istnieją doniesienia o bulwach ważących nawet 180 kg. Przeciętne zbiory z roślin w wieku od 1,5 do 2 lat osiągają od 7,5 do 10 MT/ha. Nadają się do długiego przechowywania, w dołach ziemnych nawet do 30 lat bez utraty przydatności do spożycia.
Oprócz skrobi Cyrtosperma taro jest źródłem wapnia, potasu, cynku i karotenoidów.
| Składniki pokarmowe | Składniki pokarmowe | Witaminy    | Witaminy     | Składniki mineralne | Składniki mineralne |
| ------------------- | ------------------- | ----------- | ------------ | ------------------- | ------------------- |
| woda                | 60–70 g             | witamina A  | b.d.         | magnez              | b.d.                |
| energia             | 143 kcal            | witamina B1 | 0,03–0,06 mg | fosfor              | 28–79 mg            |
| węglowodany         | 28–36 g             | witamina B2 | 0,08–0,11 mg | żelazo              | 0,9–1,4 mg          |
| w tym błonnik       | 1–1,6 g             | witamina B6 | b.d.         | sód                 | b.d.                |
| tłuszcze            | 0,1–0,5 g           | witamina C  | 1 mg         | wapń                | 301–598 mg          |
| białko              | 0,5–1,4 g           | witamina PP | 0,6–1,1 mg   | potas               | b.d.                |

Rośliny ozdobneCyrtosperma johnstonii, o czerwonym unerwieniu blaszek liściowych, sporadycznie uprawiana jest jako roślina ozdobna w stawach i jeziorkach.